# Ilhas de Santo André (Papua-Nova Guiné)
As Ilhas de Santo André são um grupo de ilhas localizadas no arquipélago de Bismarck, que fazem parte da Papua-Nova Guiné. Pertencem à província da Nova Irlanda.